# Коляденко, Елена Евгеньевна
Еле́на Евге́ньевна Коляде́нко (укр. Олена Євгенівна Коляденко, девичья фамилия — Шипицина; род. 4 мая 1973 года, Горки, Могилёвская область, БССР, СССР) — украинский хореограф, режиссёр-постановщик и продюсер группы  «Kadnay». Руководитель шоу-балета «Freedom» и группы «Freedom Jazz».

## Биография
Родилась в БССР. В семь лет вместе с семьёй переехала в УССР, росла в Сумах. Воспитанием дочери занималась мать Тамара Ивановна, хореограф, руководившая фольклорным коллективом. Однако мать была против того, чтобы дочь занималась плясками.
Елена Коляденко получила музыкальное образование. В 1992—1994 годах работала концертмейстером в Сумском театре драмы и музыкальной комедии, играла в оркестре. В театре познакомилась со своим будущим мужем Дмитрием Коляденко.
В 1993 году организовала в Сумах свой первый коллектив эстрадного танца «Арт-классик балет», которым руководила вместе с мужем. После развода супругов, состав балета почти полностью остался с Дмитрием.
2000 представила свои постановки на международном фестивале современного движения «Танец 21 века», где её балет получил номинацию «Открытие года». 2001 — номинация «Лучшее шоу года» на фестивале «Таврийские игры».
В 2002 году Елена Коляденко начала балет «Freedom», в котором она является художественным директором и хореографом. В 2004 году балет представил успешную постановку «Импровизации на музыку Стинга». С тех пор коллектив Freedom регулярно участвует в эстрадных постановках, телевизионных проектах и съёмках в Украине и за рубежом. В частности, балет сотрудничал с Cirque du Soleil и Франко Драгоне.
Елена Коляденко была судьёй в телешоу «Танцы со звёздами». Выступала в роли педагогики и режиссёра-постановщицы в шоу «Фабрика звёзд».
Некоторое время она сотрудничала с Джамалой, была её продюсером. В 2008 году Джамала выступала солисткой в танцевальном мюзикле «Па» Елены Коляденко. Однако сотрудничество завершилось из-за разного видения творческого пути певицы.
В том же 2008 году основала коллектив Freedom Jazz, который исполняет музыку и выступает в стиле джаз-кабаре.
Елена Коляденко была хореографом-постановщицей выступлений Светланы Лободы на «Евровидении 2009» и Джамалы на «Новой волне 2009». С 2012 года является продюсером группы Kadnay, в которой поёт её сын Филипп.

## Личная жизнь
Была замужем за шоуменом Дмитрием Коляденко, с которым прожила вместе девять лет. В 1993 году у них родился сын Филипп.

## Фильмография
| Год  | Фильм               | Роль     |               |
| ---- | ------------------- | -------- | ------------- |
| 2014 | Сила любви и голоса | режиссёр | [ 17 ] [ 18 ] |

## Награды и номинации
| Год  | Награда | Номинированно            | Категория                   | Результат | Ист.   |
| ---- | ------- | ------------------------ | --------------------------- | --------- | ------ |
| 2018 | YUNA    | Елена Коляденко — Kadnay | «Лучший менеджмент артиста» | Номинация | [ 19 ] |